# International Rice Research Institute

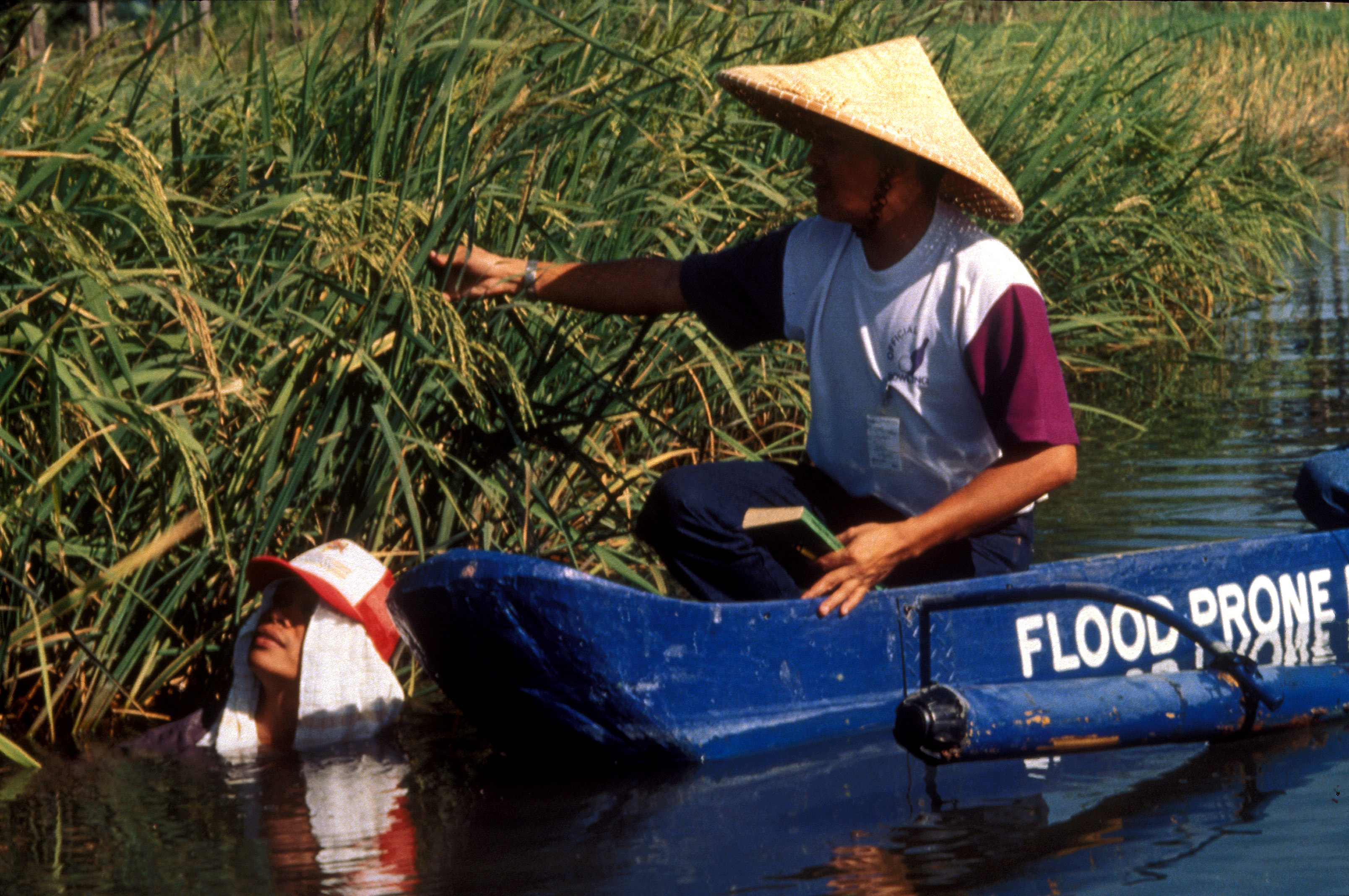
Mitarbeiter des IRRI bei der Arbeit

Das International Rice Research Institute (IRRI; deutsch Internationales Reisforschungsinstitut) ist eine unabhängige allgemeinnützige Forschungsinstitution mit dem Ziel, die Situation von Reisbauern und -verbrauchern durch Forschung und Entwicklung zu verbessern. Das Institut war das erste der 15 Future Harvest Centers, die zusammen die 1971 gegründete Consultative Group on International Agricultural Research bildeten.
Gegründet wurde das Institut im Jahr 1960 durch die Ford- und Rockefeller-Stiftung in Kooperation mit der Regierung der Philippinen. Unter anderem hat es für seine Leistungen 1970 den UNESCO Wissenschaftspreis und 2010 den BBVA Foundation Frontiers of Knowledge Award erhalten. Der Hauptsitz des Instituts liegt etwa 60 km südlich der philippinischen Hauptstadt Manila in Los Baños in der Provinz Laguna.
Auch hat das Institut im Bereich Züchtung neuer Reissorten zentrale Beiträge geleistet. Die Entwicklung einer besonders widerstandsfähigen kurzstämmigen Reissorte zu Beginn der 1960er Jahre wird heute als Beginn der Grünen Revolution im Reisanbau verstanden und häufig als einer der Grundpfeiler des asiatischen Wirtschaftsbooms gesehen. Auch wirkt es bei der Entwicklung des Goldenen Reis mit.
Das Institut gehört zu den wichtigsten Einrichtungen, die Saatgutproben im Svalbard Global Seed Vault hinterlegt haben. Erdbebensicher lagern gekühlt im Seed Vault über 150.000 Saatgutproben unterschiedlicher Reissorten, die für zukünftige Anforderungen und Forschungen aufbewahrt werden.